# Archimed Muchambetow
Archimed Begeschanuly Muchambetow (kasachisch Архимед Бегежанұлы Мұхамбетов, russisch Архимед Бегежанович Мухамбетов; * 6. Juni 1972) ist ein kasachischer Politiker.

## Leben
Muchambetow wurde 1972 im heutigen Audan Algha im Gebiet Aqtöbe geboren. Er schloss 1993 ein Studium der Elektrotechnik an der Staatlichen Technischen Universität im russischen Samara ab. Er arbeitete zunächst als Direktor eines privaten Unternehmens und anschließend als Leiter der Abteilung für Außenwirtschaftsbeziehungen und Investitionen des Gebietes Aqtöbe.
Am 16. Februar 2006 wurde er zum stellvertretenden Bürgermeister der Stadt Aqtöbe ernannt. Seit Oktober 2008 war er Bürgermeister der Stadt. Am 22. Juli 2011 wurde Muchambetow zum Äkim (Gouverneur) des Gebietes Aqtöbe ernannt. Seit dem 11. September 2015 ist er Äkim des Gebietes Qostanai.

## Familie
Muchambetow ist verheiratet und hat eine Tochter und einen Sohn.